# Armeegruppe Ligurien
De Armeegruppe Ligurien was een Duitse Armeegruppe in de Tweede Wereldoorlog en was in de winter 1944/45 in actie aan het Italiaanse front.

## Krijgsgeschiedenis
Op 30 oktober 1944 werd het 14e Leger onder bevel gebracht van de Armee Ligurien, en deze gecombineerde legers vormden daarmee de Armeegruppe Ligurien.
In deze statische tijd in de winter van 1944/45 lag de Armeegruppe in stelling in de Alpen langs de Franse grens, langs de Ligurische kust en in de Apennijnen in de Gotenstellung.
In februari werd de Armeegruppe Ligurien ontbonden en gingen de onderliggende legers weer separaat hun weg.

## Commandant
| Rang                  | Naam             | Begin           | Eind          |
| --------------------- | ---------------- | --------------- | ------------- |
| Maarschalk van Italië | Rodolfo Graziani | 30 oktober 1944 | februari 1945 |